# Uniscribe
Uniscribe est l’ensemble des services pour l’affichage de texte, surtout en écritures complexes, codé en Unicode de Microsoft Windows. Ces services sont implémentés dans la DLL USP10.dll, qui a été distribuée pour la première fois avec Windows 2000 et Internet Explorer 5.